# Hackerbibel
Die Hackerbibel ist eine Publikation des Chaos Computer Clubs. Sie ist in drei Ausgaben in den Jahren 1985, 1988 und 2024 erschienen. Die beiden ersten Ausgaben wurden von Wau Holland herausgegeben und vom Verlag Grüne Kraft veröffentlicht. Die dritte Ausgabe wurde vom Chaos Computer Club herausgegeben und im Katapult Verlag veröffentlicht.

## Inhalt
Die Hackerbibel ist ein Sammelsurium aus Dokumenten und Geschichten der Hacker-Szene, wie beispielsweise die Bauanleitung für den als „Datenklo“ betitelten Akustikkoppler. Sie bietet darüber hinaus Bauanleitungen und andere technische Hintergründe. Die 1. Ausgabe erschien 1985 mit dem Untertitel Kabelsalat ist gesund, und erzielte bis Mitte 1988 eine verkaufte Auflage von 25.000 Exemplaren. Die Ausgabe 2 aus dem Jahr 1988 wird auch Das neue Testament genannt. Die Comic-Zeichnungen der Umschlagbilder sind eine Schöpfung der deutschen Comic-Zeichner Mali Beinhorn und Werner Büsch von der Comicwerkstatt Büsch-Beinhorn. Die Produktion und der Vertrieb der Hackerbibel wurde schon vor 1990 eingestellt. Seit 1999 bietet der CCC eine gescannte und im Volltext verfügbare Version mit weiterem Material, wie Texte von Peter Glaser, eine Dokumentation zu Karl Koch und die Arbeiten von Tron, auf der Chaos-CD an. Ein dritter Teil der Hackerbibel wurde 1992 angekündigt, erschien aber in der geplanten Form nicht. Die 2024 erscheinende dritte Ausgabe entstand mit neuem Konzept und unter Redaktion der Datenschleuder.